# Margen (finanzas)
En finanzas, el término margen (en inglés: margin) es, por influencia del inglés, una de las denominaciones para referirse a la fianza —garantía— que se tiene que depositar en las operaciones apalancadas. Se trata de la fianza que el titular de un instrumento financiero tiene que depositar para cubrir todo o parte del riesgo de crédito que está soportando su contraparte —su bróker o una bolsa— que se ha originado a raíz de alguna de las siguientes operaciones:
- pedir un crédito para comprar un instrumento financiero
- vender un instrumento financiero -venta a crédito-
- abrir una posición en un derivado financiero

Dado que por definición en una operación apalancada el titular no hace efectivo el importe total de la operación, su contraparte es la que sostiene el riesgo. Con objeto de cubrir parte de este riesgo, la contraparte pide al titular que deposite en una «cuenta de margen» (margin account) una fianza que puede ser en forma de dinero en efectivo o de valores. A partir de un margen mínimo, este importe aumenta, o se reduce, en la medida que la evolución del precio del instrumento financiero es favorable, o desfavorable, con respecto a la posición abierta por el titular. 

## Tipo de requerimientos del margen
- Margen de liquidación corriente (current liquidating margin) es el coste teórico que supondría liquidar una posición al precio actual. Por ejemplo, si el especulador tiene una posición corta, el margen de liquidación corriente sería el importe que necesitaría en este instante para recomprar el activo.
- Margen de mantenimiento (variation margin o maintenance margin) es el abono/cargo diario de los beneficios/pérdidas si se tiene una posición abierta en futuros. Las posiciones en los mercados de futuros son liquidadas diariamente, de forma que la bolsa de futuros abona los beneficios en unas cuentas a base de haber cargado las pérdidas en otros.
- Margen de prima (premium margin) es el margen que el vendedor de una opción tiene que depositar con objeto de cubrir su posible ejercicio a precio corriente por parte del comprador. El margen de prima está concebido para cubrir el riesgo crediticio asociado con la posición abierta. Por lo tanto, el margen de prima es igual a la prima que necesitaría pagar para recomprar a precio actual la opción y cerrar la posición.
- Margen de riesgo adicional (additional risk margin) es el margen que los brókers o las bolsas cargan con objeto de dotarse de un amortiguador más amplio en caso de producirse el peor escenario posible; los valores más volátiles tienen un margen de riesgo adicional mayor que el resto.

## Margin call, operaciones a crédito, y cracs bursátiles
Cuando la evolución del precio del instrumento financiero es contraria a la posición abierta por el titular y las pérdidas potenciales empiezan a aumentar, la contraparte —su bróker o una bolsa— realiza una llamada telefónica —margin call— al titular alertándolo de que su margen —fianza— ya no es suficiente para cubrir todas las pérdidas potenciales en las que está incurriendo y pidiéndole que o bien deposite más margen en forma de dinero en efectivo o de valores, o bien cierre inmediatamente sus posiciones antes de que las pérdidas continúen aumentando por encima de la fianza mínima depositada inicialmente. En caso de que el titular no haya realizado ninguna de las dos acciones al final de la jornada, la contraparte le cerrará todas las operaciones abiertas e iniciará acciones legales contra el titular para reclamar las posibles pérdidas no cubiertas por el margen mínimo inicial. A pesar de que las margin call se producen generalmente cuando se producen movimientos adversos a la posición abierta por el titular, también se pueden dar como resultado de un incremento de la volatilidad en los precios, por lo que la contraparte decidiría unilateralmente aumentar el importe mínimo del margen. En casos extremos de volatilidad en los precios, algunos valores pueden llegar a ser excluidos de ser transmitidos a crédito.
Dado que los grandes operadores en los mercados de valores —fondos de inversión, fondos de pensiones, fondos de inversión libre, fondos mutuales—, tienen mayoritariamente posiciones largas, en caso de producirse una caída abrupta en el precio de mercado de un valor, estos pueden optar por deshacer de sus posiciones dando lugar a una caída más abrupta. Esta caída abrupta puede dar lugar a margin calls en las operaciones abiertas a crédito, hecho que puede disparar todavía más las ventas para cubrir los requerimientos del margen, ventas que todavía hacen caer más abruptamente el precio, provocando más margin calls que dan lugar a más ventas e iniciando así un efecto dominó de pánico vendedor que provoca un crac.